# (21900) Orus
(21900) Orus ist ein Asteroid aus der Gruppe der Trojaner. Man bezeichnet damit Asteroiden, die auf der Bahn des Jupiter um die Sonne laufen.

## Entdeckung und Benennung
Orus wurde vom Amateur-Astronomen Takao Kobayashi an dessen privatem Ōizumi-Observatorium in Ōizumi, Präfektur Gunma in Japan entdeckt. Den endgültigen Namen erhielt der Asteroid am 22. Februar 2016.
Oros war ein achaiischer Krieger und Herr der Stadt Argos aus der griechischen Mythologie in Homers Ilias, der während des Trojanischen Krieges von dem trojanischen Prinz Hektor getötet und geopfert wurde. Nach letzterem ist der größte Trojaner-Asteroid benannt.

Zudem trägt eine Ortschaft in den Pyrenäen in Südfrankreich diesen Namen.

## Bahneigenschaften
Orus befindet sich in der Nähe von Jupiters Lagrange-Punkt L4 und gehört damit zu der Griechischen Gruppe der Trojaner, die dem Planeten vorauseilen. Seine Bahn verläuft zwischen 4,945 (Perihel) und 5,310 (Aphel) astronomischen Einheiten und ist etwa 8,5° gegen die Ekliptik geneigt. Die Bahnexzentrizität beträgt 0,036.
Die Rotationsperiode beträgt 13 Stunden und 27 Minuten, basierend auf Lichtkurven-Beobachtungen mit dem 1,2-Meter-Teleskop am Calar-Alto-Observatorium in Spanien vom Oktober 2009 des Astronomen Stefano Mottola, bei der 80 Jupiter-Trojaner untersucht wurden.

## Physikalische Eigenschaften
Der Asteroid gehört zu der Klasse der C-Typ-Asteroiden und dürfte daher aus einem ähnlichen Material bestehen wie die kohligen Chondriten.

Gegenwärtig geht man von einem Durchmesser von knapp 51 km aus. Dieser Wert beruht auf einem angenommenen Rückstrahlvermögen von 7,5 % und einer Absoluten Helligkeit von 10,0 mag.
Andere Berechnungen ergaben eine Albedo von 8,3 %, was einen Durchmesser von 53,9 km ergäbe. Die Collaborative Asteroid Lightcurve Link geht von einer Standard-Albedo für C-Asteroiden von 5,7 % aus, was einem Durchmesser von 55,7 km entspräche.

## Erforschung
Nach seiner Entdeckung ließ sich Orus auf Fotos bis ins Jahr 1951 zurückdatieren und so seine Umlaufbahn berechnen. Seither wurde der Asteroid durch verschiedene Teleskope beobachtet, insgesamt bisher 1127 Mal.
 Am 4. Januar 2017 wurde von der NASA die Entsendung der Raumsonde Lucy beschlossen, die am 16. Oktober 2021 gestartet ist und Orus im Oktober 2028 erreicht. Neben Orus werden zwischen 2027 und 2028 ebenfalls die L4-Trojaner (3548) Eurybates, (15094) Polymele und (11351) Leucus untersucht. Dann wird die Sonde ein Swing-by an der Erde durchführen, um die L5-Doppel-Trojaner (617) Patroclus und Menoetius im März 2033 zu erreichen. Das Missionsziel ist eine genauere Bestimmung der Form und Größe sowie der Rotation und der spektroskopischen Eigenschaften der genannten Asteroiden.